# Flirtea montana
Flirtea montana is een hooiwagen uit de familie Cosmetidae.